# Okap w Wąwozie do Smokówki
Okap w Wąwozie do Smokówki – okap w Wąwozie do Smokówki na Wyżynie Olkuskiej wchodzącej w skład Wyżyny Krakowsko-Częstochowskiej. Znajduje się w orograficznie lewym zboczu tego wąwozu, administracyjnie we wsi Jerzmanowice w gminie Zabierzów, w powiecie krakowskim, w województwie małopolskim.
Wąwóz do Smokówki jest prawym odgałęzieniem Doliny Szklarki. Okap znajduje się w zarośniętej drzewami i krzewami skale przy jego dnie.  Tworzy górną część tej skały od strony południowo-wschodniej i południowo-zachodniej. Ma wysokość około 3,5 i spory wysięg, a skała pod nim jest przewieszona. Pod jego południowo-wschodnią stroną znajduje się spora nyża wcinająca się na 3,5 m w głąb skały. Od niszy tej ku północnemu zachodowi odchodzi korytarz o przekroju 2,1 × 1,6 m. Szybko dzieli się na dwie biegnące do góry szczeliny; prawa nagle zwęża się  i jest niedostępna, lewa zamknięta jest zawaliskiem. Ma prawie okrągły przekrój i gładkie ściany. Na półce nad skałą widoczna jest bardzo płytka zamulona nisza, która prawdopodobnie łączy się z zawaliskiem lewej odnogi korytarza.
Obiekt powstał w późnojurajskich wapieniach skalistych. Na jego ścianach widoczne są różnej wielkości korozyjne wżery, czarne naskorupienia, grzybki naciekowe, mleko wapienne oraz niewielkie polewy naciekowe i stalaktyty. Obiekt jest w całości widny i suchy, jedynie końcowa część prawej odnogi korytarza jest nieco wilgotna i jest w niej słaby przewiew. Pod okapem rozwijają się rośliny zielne (paprocie i rośliny kwiatowe) i krzewy. Glony, porosty i mchy dochodzą również do bocznej nyży i korytarza. Namulisko składa się z wapiennego gruzu, większych odłamków skalnych, gleby i liści. Ze zwierząt obserwowano komary, muchy, ślimaki, kosarze i pająki z rodzaju Meta.

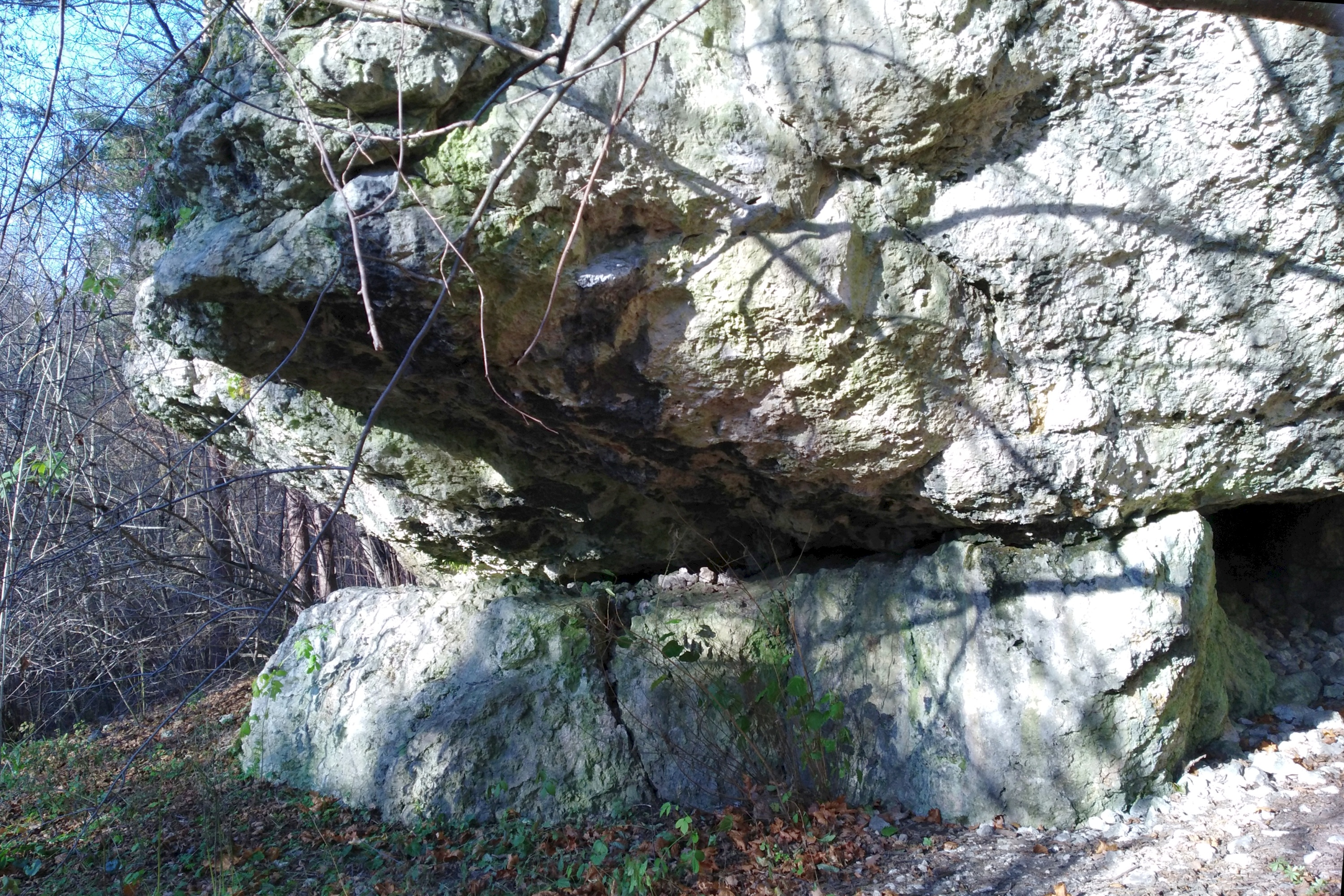
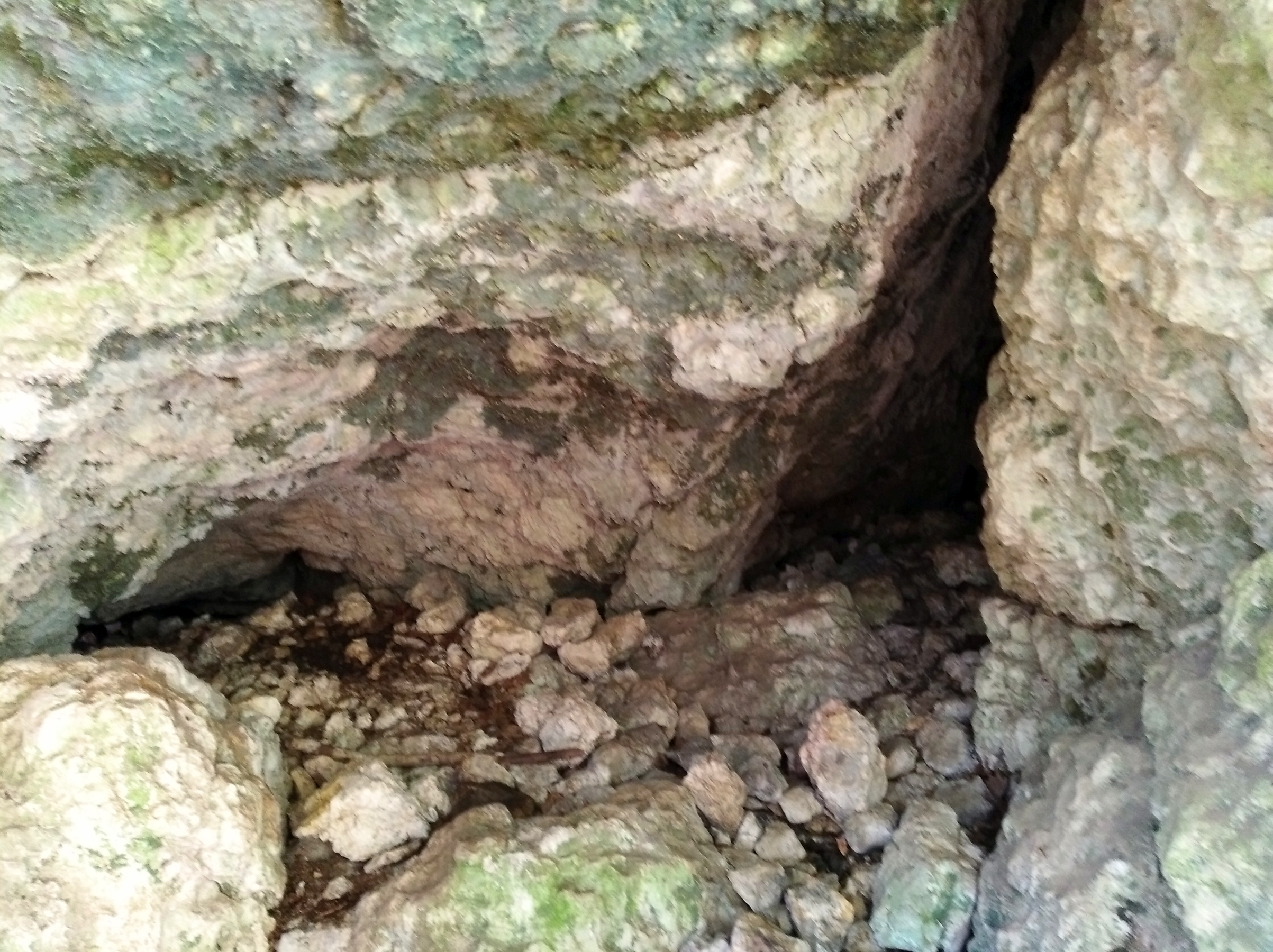
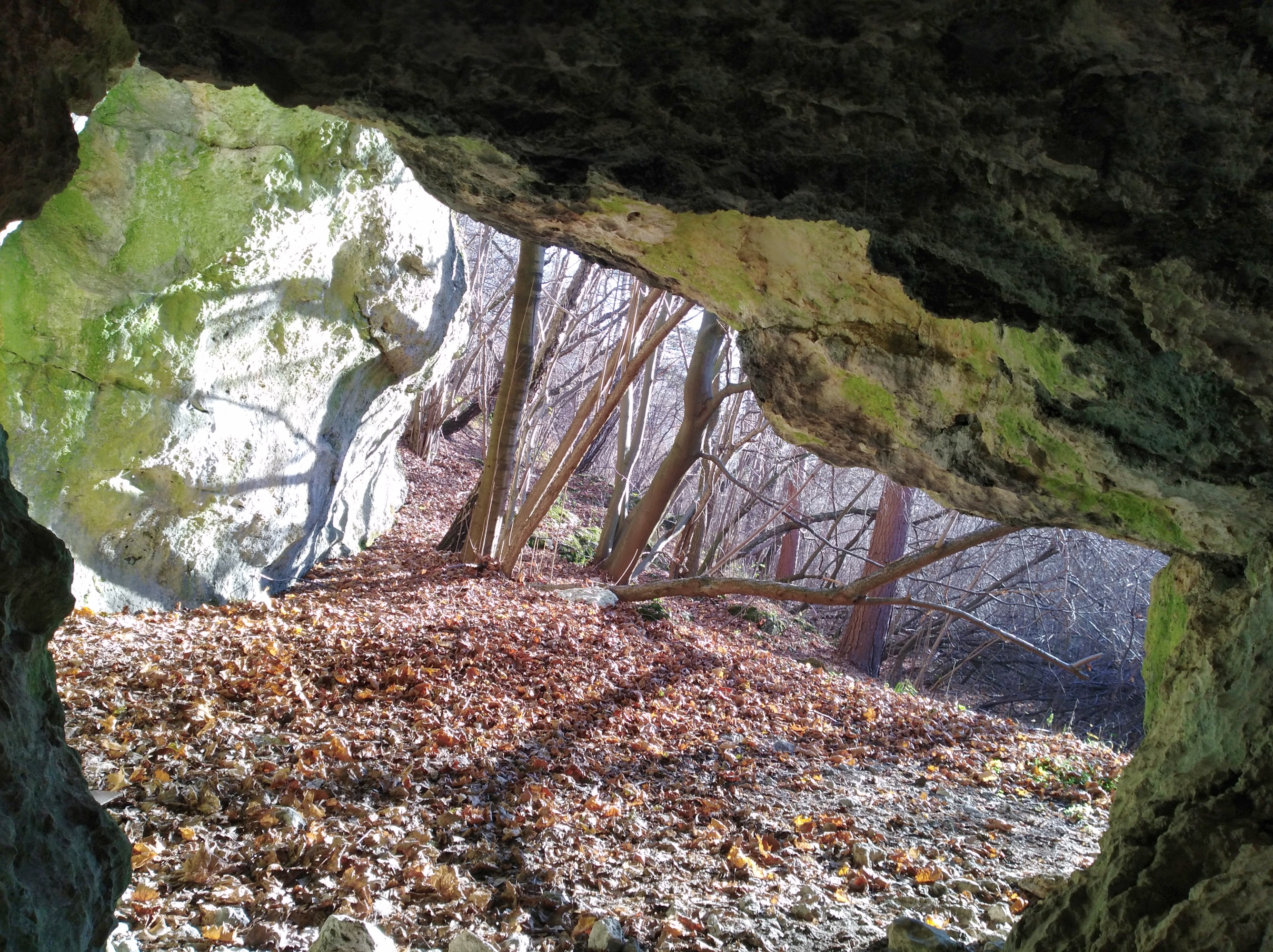
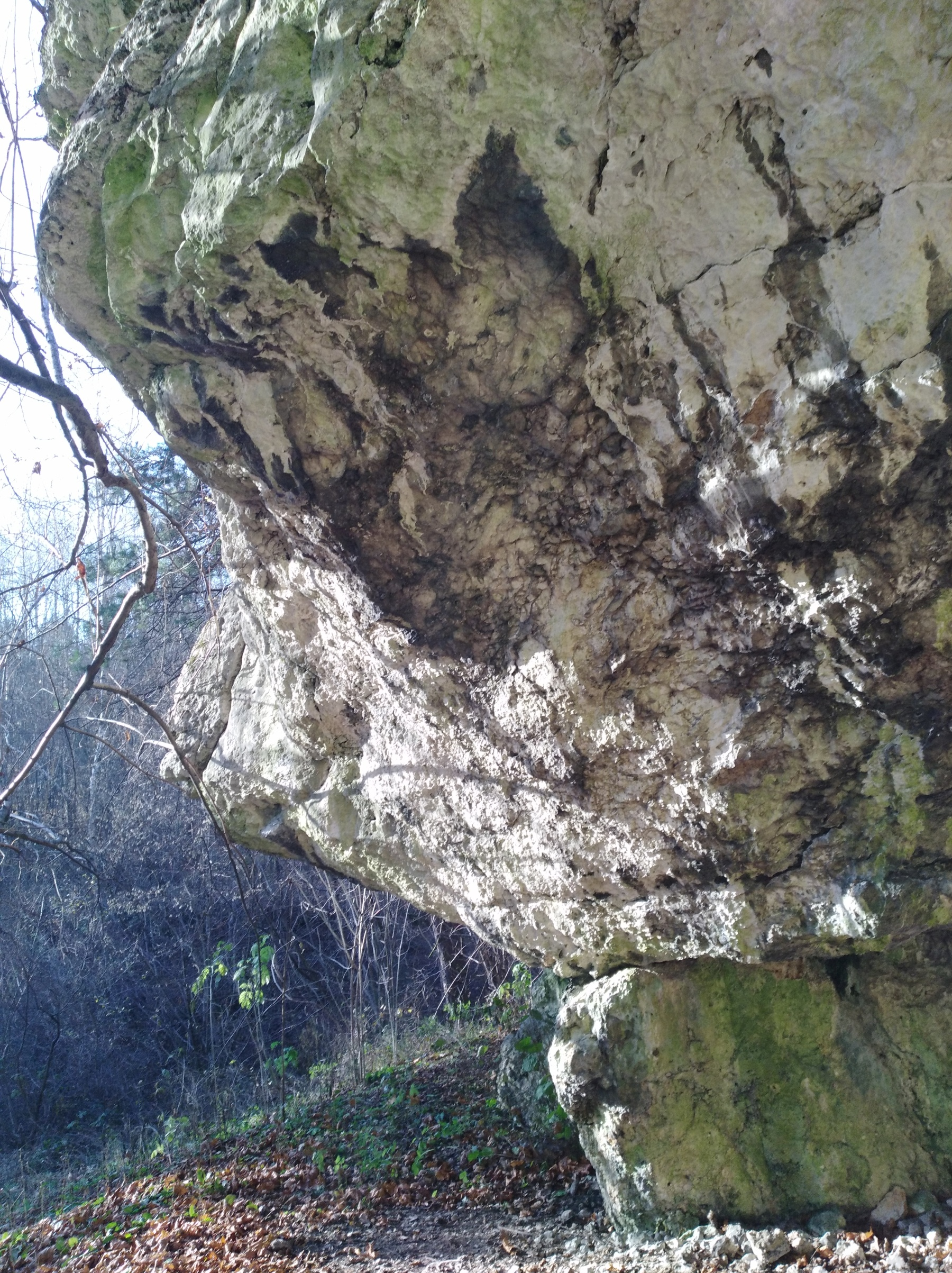

## Historia poznania i dokumentacji
Okap znany był od dawna. Pierwszy jego szkicowy plan i opis sporządził Kazimierz Kowalski w 1951 r., nadając obiektowi nazwę Schronisko w bocznym wąwozie prawego brzegu Doliny Szklarskiej. Obecną nazwę, plan i zdjęcie podał J. Nowak w 2008 r. Do obiektu tego włączył również Szczelinę przy Okapie w Wąwozie do Smokówki. Jest ona jednak położona poza linią okapu i należy ją traktować jako odrębny obiekt. Błędna jest też podana przez Nowaka lokalizacja (około 300 m w górę wąwozu poza faktyczne położenie okapu). Obecną dokumentację i plan sporządziła Izabella Luty w październiku 2014 r..